# Іван Вуцов
Іван Вуцов (болг. Иван Вуцов, нар. 14 грудня 1939, Габрово — пом. 18 січня 2019) — болгарський футболіст, що грав на позиції захисника. По завершенні ігрової кар'єри — тренер.
Більшу частину кар'єри провів у «Левскі», а з національною збірною Болгарії був учасником чемпіонату світу і як гравець (1966), і як тренер (1986).

## Клубна кар'єра
У дорослому футболі дебютував 1957 року виступами за команду клубу «Ботев» (Пловдив), в якій провів три сезони. Своєю грою за цю команду привернув увагу представників тренерського штабу «Левскі», до складу якого приєднався 1960 року. Відіграв за команду з Софії наступні дев'ять сезонів своєї ігрової кар'єри. Більшість часу, проведеного у складі «Левскі», був основним гравцем захисту команди. За цей час двічі виборював титул чемпіона Болгарії і одного разу Кубок Болгарії.
Завершив професійну ігрову кар'єру у клубі «Академік» (Софія), за команду якого виступав протягом 1970—1972 років.

## Виступи за збірну
1962 року дебютував в офіційних матчах у складі національної збірної Болгарії.
У складі збірної був учасником чемпіонату світу 1966 року в Англії. На цьому турнірі болгари програли всі три групові матчі (0:2 з Бразилією, 0:3 з Португалією та 1:3 з Угорщиною), а Вуцов грав у всіх іграх від першої до останньої хвилини.
Протягом кар'єри у національній команді, яка тривала 5 років, провів у формі головної команди країни 24 матчі.

## Кар'єра тренера
Розпочав тренерську кар'єру невдовзі по завершенні кар'єри гравця, 1975 року, очоливши тренерський штаб клубу «Левскі», де з невеликою перервою працював до 1980 року. У цей період він виграв чемпіонат (сезон 1978/79) і 2 рази Кубок країни — 1976 і 1979, під його керівництвом «Левскі» пройшло «Аякс» у Кубку УЄФА 1975/76 і вийшло у чвертьфінал на «Барселону», від якої таки вилетіло, незважаючи на домашню перемогу 5:4.
Крім того, він працював в інших болгарських клубах («Спартак» (Варна), «Спартак» (Плевен), «Славія» (Софія), «Локомотив» (Пловдив)), а також за кордоном, тренуючи югославський «Хайдук» (Спліт), де він працював наприкінці 80-х років і розкрив талант молодого Алена Бокшича.
У тому ж десятилітті він двічі (1982—1986 та 1989—1991) керував збірною Болгарії. На перший термін повноважень припав вивід Іваном команди на чемпіонат світу 1986 року у Мексиці, вперше за останні 12 років. На самому турнірі болгари вперше в історії зуміли вийти з групи (хоча вони і не виграли жодного матчу — дві нічиї і поразка). Тільки в 1/8 фіналу вони програли Мексиці, після чого Вуцов пішов у відставку. Вдруге очолив збірну в кінці 1988 року, коли після поганого старту відбору на чемпіонат світу 1990 році збірну покинув Борис Ангелов. Вуцов не зумів виправити ситуацію у цій кваліфікації і почав підготовку до наступної, до Євро-1992. Тим не менше, під його керівництвом, болгарам вдалося виграти лише одну гру (3:0 у Румунії). Після відбіркового матчу 1 травня 1991 року з Швейцарією (2:3), Вуцов залишив збірну.
Останнім місцем тренерської роботи був клуб «Локомотив» (Пловдив), головним тренером команди якого Іван Вуцов був з 1993 по 1994 рік.

## Кар'єра функціонера
У середині 1990-х років він присвятив себе роботі у Болгарській футбольній асоціації. Багато років був генеральним секретарем і найближчим партнером суперечливого керівника БФС Івана Славкова. Журналісти неодноразово звинувачували його у надмірному втручанні в команду та виборі складу на матчі. Деякі з гравців (наприклад, Даніел Боримиров) навіть стверджували, що для того аби грати в збірній, потрібно дати Вуцову хабаря.
Наприкінці 2005 року, після відставки Славкова, Вуцов також пішов у відставку.

## Особисте життя
Батько футболіста та тренера Велислава Вуцова.

## Титули і досягнення

### Як гравця
- Чемпіон Болгарії (2):

«Левскі»: 1964–65, 1967–68
- Володар Кубка Болгарії (1):

«Левскі»: 1966—1967

### Як тренера
- Чемпіон Болгарії (2):

«Левскі»: 1978–79, 1992–93
- Володар Кубка Болгарії (3):

«Левскі»: 1975—76, 1978—79